# Украинцы в Аргентине
Украи́нцы в Аргенти́не (укр. Українці Аргентини, исп. Ucranio-argentinos) — одна из национальных общин Аргентины, которая насчитывает 300 тысяч человек (около 0,76 % всего населения страны). В основном состоит из граждан Аргентины украинского происхождения 4-го и 5-го поколений, поддерживающих традиции украинской культуры.

## История эмиграции
В эмигрантском движении украинцев в Аргентине выделяют четыре волны:

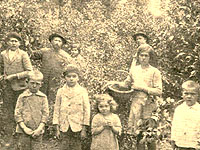
Украинцы на сборе урожая мате на собственном земледельческом участке. Мисьонес (Аргентина), 1920 год.

- Украинцы на сборе урожая мате на собственном земледельческом участке. Мисьонес (Аргентина), 1920 год.Первая волна (с 1897 по 1914 годы). Первыми украинскими эмигрантами считаются 12 семей (69 человек) из Галиции, которые поселились в провинции Мисьонес и были официально зарегистрированы 27 сентября 1897 года. Эмигранты первой волны в основном были крестьянами Галиции и Волыни, которые селились в северных и центральных провинциях. Основным занятием их стало выращивание табака и чая в Мисьонес, хлопчатника в Чако, зерновых в степных провинциях. Также переселенцы занимались виноградарством, садоводством и огородничеством. Значительная часть украинцев работала на промышленных предприятиях Буэнос-Айреса и его окрестностей[2][3][4].  Всего до начала Первой Мировой войны в Аргентину переселилось приблизительно 14 тысяч украинцев[2].
- Вторая волна (с 1922 по 1939 годы). Военные поражения и ликвидация ЗУНР и УНР вызвало вторую волну эмиграции. Как и представители первой волны, большинство эмигрантов было западно-украинского происхождения. Но кроме крестьян, существенную часть переселенцев составляла интеллигенция (чиновники и офицеры УНР и ЗУНР). В этот период в Аргентину переселилось от 50 до 60 тысяч украинцев[2][5].

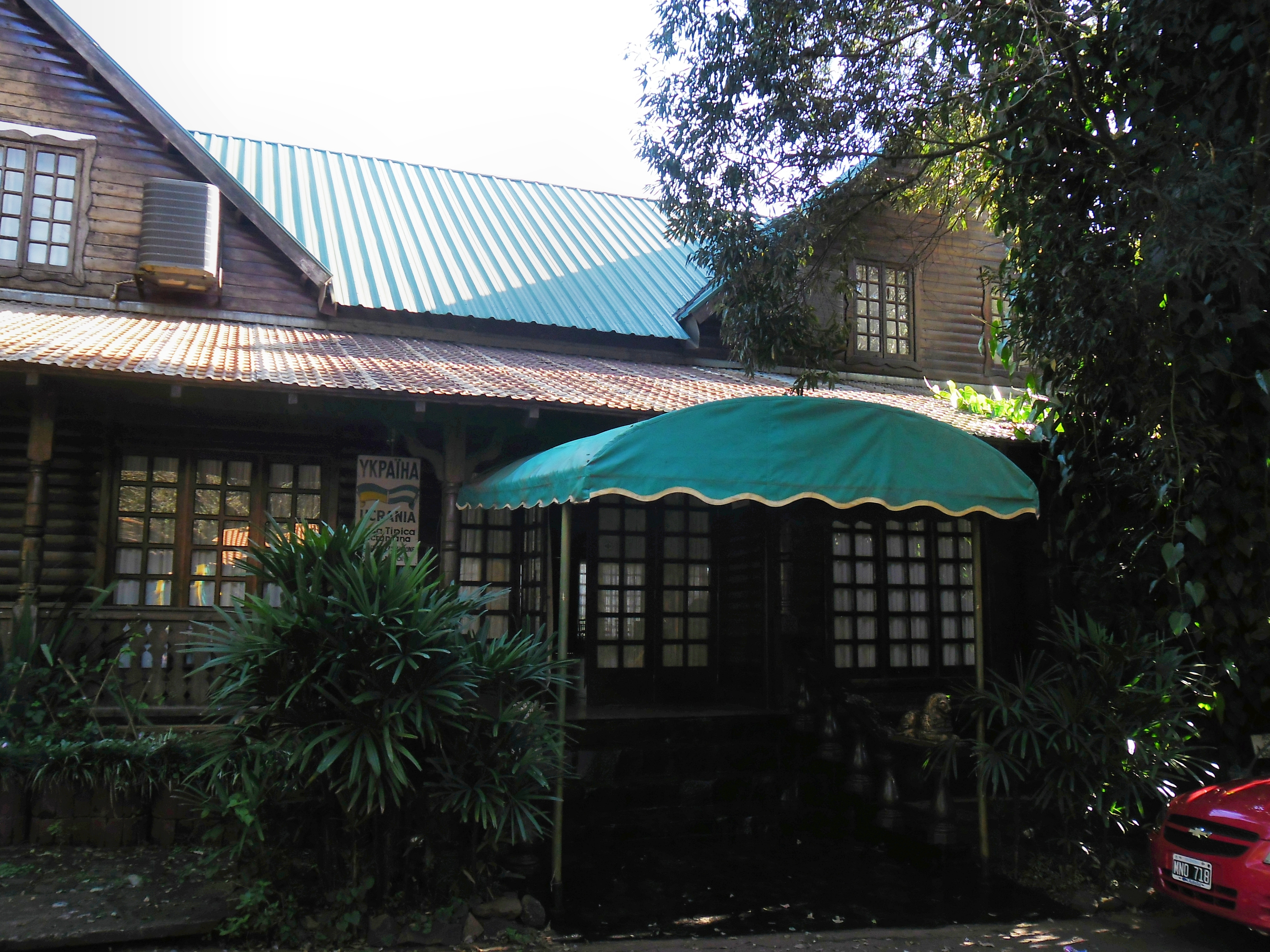
Украинский дом в департаменте Обера провинции Мисьонес (Аргентина)

- Украинский дом в департаменте Обера провинции Мисьонес (Аргентина)Третья волна (с 1946 по 1951 годы). После Второй Мировой войны основу эмиграции составили члены ОУН, УПА, дивизии СС Галичина и лица, вывезенные с Украины в Германию на принудительные работы (всего примерно 5-6 тысяч человек). Значительная их часть были дипломированными специалистами и отличались высоким уровнем национального самосознания. Они значительно активизировали общественную жизнь украинской диаспоры и инициировали создание Украинской Центральной Репрезентации[2][3].
- В это же время имела место частичная репатриация межвоенных эмигрантов. Часть из них стали преподавателями испанского языка в советских школах и вузах, а часть, не сумев приспособиться к условиям жизни в СССР, вернулись в Аргентину[2][5]. С другой стороны, эти потери от реэмиграции были скомпенсированы переселенцами из Уругвая и Парагвая[5].
- Четвёртая волна (с 1993 года). После распада СССР аргентинское правительство стало рассматривать страны Восточной Европы в качестве источника дешёвой квалифицированной рабочей силы. Для них был установлен упрощённый порядок эмиграции (отменён в 2004 году). В течение 1993—2003 годов в Аргентину прибыло 25 тысяч украинцев, в основном имеющих высшее или средне-специальное образование. С 2002 года количество эмигрантов заметно сокращается, но увеличивается количество украинцев, которые возвращаются на Украину или переезжают в США, Канаду или Западную Европу[3].

## Современное состояние диаспоры
В настоящее время в Аргентине проживает 300 тысяч украинцев, что составляет около 0,76 % всего населения страны. Некоторые эксперты оценивают количество украинцев в 250 или 350 тысяч. Большая часть является представителями «старой эмиграции» первой и второй волны и их потомками, сохраняющими национальную идентичность. Современные украинцы Аргентины в своём большинстве являются испано-украинскими билингвами. При этом в украинском языке аргентинцев образовался значительный слой испанских заимствований. Кроме того, широкое распространение получило лингвистическое и семантическое калькирование из испанского языка.
Однако они по-прежнему принадлежат к украинской культуре, придерживаются украинских обычаев, являются прихожанами украинской греко-католической церкви и сохраняют интерес к Украине и её истории. Основную роль в сохранении национальной идентичности сыграла УГКЦ и ряд общественных организаций, входящих в Украинскую Центральную Репрезентацию в Аргентинской республике.
|  |  |  |  |

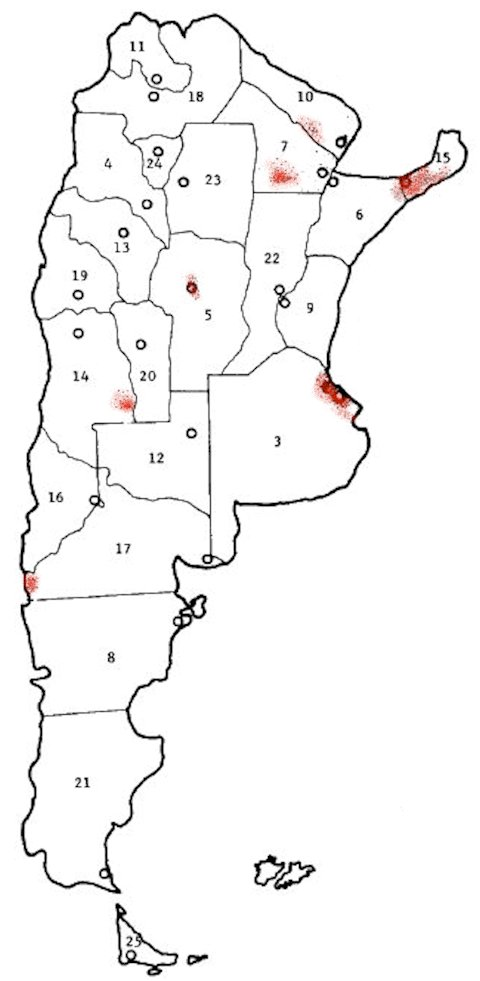
Места компактного проживания украинцев

Украинская диаспора делится на две большие социальные группы — сельскохозяйственные работники (50 % от общего числа украинцев Аргентины, в основном — фермеры) и промышленные работники (в основном — высококвалифицированные). В последние годы увеличивается количество врачей, юристов, экономистов, инженеров, социологов, филологов и других представителей интеллектуальных профессий.
Местами компактного проживания украинцев являются:
| Провинция                        | Данные Т. Богдановой и В. Погромцева | Данные посольства Украины в Аргентине |
| -------------------------------- | ------------------------------------ | ------------------------------------- |
| Столица и провинция Буэнос-Айрес | более 150 тысяч                      | более 100 тысяч                       |
| Мисьонес                         | около 75 тысяч                       | около 130 тысяч                       |
| Чако                             | 33 тысячи                            | 30 тысячи                             |
| Мендоса                          | 15 тысяч                             | 10 тысяч                              |
| Кордова                          | 6 тысяч                              | 15 тысяч                              |
| Формоса                          | 4,5 тысячи                           | 6 тысяч                               |
| Рио-Негро                        | 4,5 тысячи                           | 3 тысячи                              |
| Корриентес                       | ?                                    | 3 тысячи                              |
| Другие провинции                 | 12 тысяч                             | ?                                     |

## Общественная активность
В Аргентине действует около 40 общественных, культурных, религиозных и молодёжных организаций украинцев, более 30 из которых объединены в Украинскую Центральную Репрезентацию в Аргентинской республике. Основана Украинская Центральная Репрезентация была в 1947 году и её основными членами являются Украинское культурное общество «Просвита»(основана в 1924 году; издаёт газету «Украинское слово»; действует центр отдыха «Радуга») и Украинское общество «Возрождение» (основано в 1939 году; печатный орган — газета «Наш клич» не выходит из-за финансовых проблем; действует центр отдыха «Калина»). Кроме того, в УЦР входят Аргентино-украинская ассоциация выпускников высших учебных заведений, Фундация имени Тараса Шевченко, скаутские организации «Пласт» и Союз украинской молодёжи; женские организации Союз украинок Аргентины, Объединение женщин «Просвита» и Союз украинских женщин и другие организации.
На украинском языке издаётся целый ряд газет, в том числе «Українське слово» (издатель — Просвита), «Наш клич» (культурная организация «Відродження»), «Слово української церкви» (Украинское католическое объединение) и «Дзвін» (Братство Св. Покровы).
|  |  |  |  |  |

При организациях украинской диаспоры действуют 20 фольклорных ансамблей (12 — под руководством «Просвиты», 2 — «Возрождения», 6 — других организаций УЦР).
В Аргентине действуют около 20 субботних украинских школ и классов, в которых изучается украинский язык и ряд украиноведческих дисциплин.
В 2007 году прекратил свою деятельность Буэнос-айресский филиал Украинского католического университета святого Климентия Папы в Риме, на его основе был создан Институт украинской культуры и образования имени Патриарха Иосифа Слепого, который стал филиалом Львовского украинского католического университета.

## Религия
В Аргентине действует Епархия Покрова Пресвятой Богородицы Украинской греко-католической церкви (150 тысяч прихожан), имеет кафедральный собор Покрова Пресвятой Девы Марии в Буэнос-Айресе, 18 церквей и 36 часовен. Представлены также Украинская Автокефальная Церковь (одна церковь в Буэнос-Айресе) и ячейка Украинского евангелистско-баптистского объединения в Южной Америке.
В 2003 году были основаны Братство святой Софии УГКЦ и Украинское евангельское христианское братство.
|  |  |  |  |